# مسعى التنين 10
مسعى التنين 10: صحوة القبائل الخمسة على الإنترنت (ドラゴンクエストX 目覚めし五つの種族 オンライン دوروغون كويستو إكس ميزاميشي إتسوتسو نو شوزوكو أونلاين) هي لعبة تقمص الأدوار كثيفة اللاعبين على الإنترنت نشرتها وطورتها سكوير إنكس، وهي اللعبة العاشرة في سلسلة مسعى التنين، وأول لعبة أونلاين والوحيدة في السلسلة. أُصدرت لمنصة وي ولاحقًا صدرت لمنصات وي يو و‌ويندوز و‌بلاي ستيشن 4 و‌نينتندو سويتش. لاحقًا صدرت نسخ بث سحابية لمنصات أندرويد و‌آي أو إس و‌نينتندو 3دي إس. الإصدار الأصلي كان في 2012 و‌حزم التوسعة كانت في 2013 و2015 و2017.

## وصلات خارجية
- الموقع الرسمي
 (باليابانية)